# Priréchnoye
Priréchnoye (del ruso: Приречное) es un jútor del raión de Briujovétskaya del krai de Krasnodar en el sur de Rusia. Está situado en la orilla izquierda del río Beisug, frente a Anapski, 22 km al este de Briujovétskaya y 93 km al norte de Krasnodar, la capital del krai. Tenía 387 habitantes en 2010
Pertenece al municipio rural Bolshebeisúgskoye.